# A Klase 1952
L'edizione 1952 dell'A Klase fu l'ottava come campionato della Repubblica Socialista Sovietica Lituana; il campionato fu vinto dal KN Vilnius, giunto al suo 1º titolo.

## Formula
Fu confermata la formula della precedente edizione: le retrocesse Dinamo Utena e Žalgiris Ukmergė furono sostituite dalle neopromosse Lima Kaunas e Gubernija Šiauliai.
Le 12 formazioni si incontrarono in gironi di andata e ritorno, per un totale di 22 incontri per squadra. Le squadre classificate agli ultimi due posti retrocedevano.

## Classifica finale
|                        | Pos. | Squadra            | Pt | G  | V  | N | P  | GF | GS | DR  |
| ---------------------- | ---- | ------------------ | -- | -- | -- | - | -- | -- | -- | --- |
| RSS Lituana (bandiera) | 1.   | KN Vilnius         | 35 | 22 | 15 | 5 | 2  | 54 | 14 | +40 |
|                        | 2.   | Inkaras Kaunas     | 32 | 22 | 16 | 1 | 6  | 50 | 26 | +24 |
|                        | 3.   | Elnias Šiauliai    | 29 | 22 | 13 | 3 | 6  | 66 | 27 | +39 |
|                        | 4.   | Lima Kaunas        | 27 | 22 | 12 | 3 | 7  | 48 | 27 | +21 |
|                        | 5.   | Lituanika Kaunas   | 26 | 22 | 10 | 6 | 6  | 35 | 40 | -5  |
|                        | 6.   | Dinamo Vilnius     | 23 | 22 | 8  | 7 | 7  | 31 | 20 | +11 |
|                        | 7.   | Audiniai Kaunas    | 21 | 22 | 8  | 5 | 9  | 32 | 33 | -1  |
|                        | 8.   | Gubernija Šiauliai | 20 | 22 | 7  | 6 | 9  | 28 | 50 | -22 |
|                        | 9.   | KPI Kaunas         | 19 | 22 | 8  | 3 | 11 | 28 | 50 | -22 |
|                        | 10.  | Trinyčiai Klaipėda | 16 | 22 | 4  | 8 | 10 | 34 | 36 | -2  |
|                        | 11.  | Žalgiris Panevėžys | 9  | 22 | 3  | 3 | 16 | 29 | 65 | -36 |
|                        | 12.  | GKS Kybartai       | 7  | 22 | 1  | 4 | 17 | 21 | 77 | -56 |